# Potentilla ala-arczae
Potentilla ala-arczae är en rosväxtart som beskrevs av Soják. Potentilla ala-arczae ingår i Fingerörtssläktet som ingår i familjen rosväxter. Inga underarter finns listade i Catalogue of Life.